# Powiśle
Powiśle (che letteralmente in polacco significa "presso la Vistola") è una frazione situata all'interno di Śródmieście, a sua volta una frazione centrale di Varsavia. Si trova, come dice il nome stesso, a ridosso della Vistola. Storicamente la zona è composta da tre aree residenziali: Powiśle, Mariensztat a nord (appena sotto la Città Vecchia) e Solec a sud.
Nel XVII e XVIII secolo divenne l'area popolata principalmente dai poveri di Varsavia. Nel XIX secolo la situazione cambiò di poco, anche se la frazione iniziò la sua fase di industrializzazione; mantenne tuttavia il suo carattere povero fino alla quasi completa distruzione durante la rivolta di Varsavia del 1944. Era abitata da disoccupati e commercianti di tutti i tipi, operai delle fabbriche e del porto, da pescatori e prostitute. Come tale, era simile nelle sue peculiarità al porto di Londra.
Dopo la guerra, l'intera zona fu parzialmente ricostruita e l'area di Mariensztat divenne il primo quartiere di Varsavia ad essere completato. Attualmente sono in fase di realizzazione i progetti di trasformazione dell'area in un campus dell'Università di Varsavia.
Oggi Powiśle è un quartiere in espansione ricco di centri commerciali e negozi vintage. I molti bistrot attirano un gran numero di giovani imprenditori benestanti provenienti da ogni regione della Polonia.